# Ахим (Ферден)
Ахим (њем. Achim) град је у њемачкој савезној држави Доња Саксонија. Једно је од 11 општинских средишта округа Ферден. Према процјени из 2010. у граду је живјело 30.162 становника. Посједује регионалну шифру (AGS) 3361001, NUTS (DE93B) и LOCODE (DE ACM) код.

## Географија
Ахим се налази у савезној држави Доња Саксонија у округу Ферден. Град се налази на надморској висини од 15 метара. Површина општине износи 68,0 km².

## Становништво
У самом граду је, према процјени из 2010. године, живјело 30.162 становника. Просјечна густина становништва износи 443 становника/km².

## Међународна сарадња
| Мјесто | Држава   | Врста сарадње | Од    |
| ------ | -------- | ------------- | ----- |
|        | Пољска   | партнерство   | 1989. |
| Цесис  | Летонија | партнерство   | 1992. |
| Извор  |          |               |       |